# Cliona raphida
Cliona raphida es una especie de demosponja del orden Halichondrida, masiva en los estadios avanzados del desarrollo; en estadios tempranos es incrustante. Es de color vino tinto, y su superficie es lisa. Los ósculos son muy pequeños, sus abertura varían entre 1 y 3 mm de diámetro. Es de consistencia firme y poco compresible. En estado preservado tiñe de rosado el alcohol. Es urticante sólo cuando se le rasga.

## Anatomía
El ectosoma consiste en una dermis delgada, lisa sin especializaciones. El endosoma, de color ocre (A99;(M30-50, C00-10)), es denso, con pocas microcavernas y microporos internos.

## Espículas
Son megascleras monoactinas del tipo tilostilos, las cuales presentan modificaciones en el extremo redondeado; también se encuentran microscleras del tipo rafidios.